# Teresa Forn
Pour les articles homonymes, voir Forn.
Teresa Forn Munné est une athlète espagnole, née le 27 octobre 1959. Spécialiste de skyrunning , elle a notamment remporté le classement général des Skyrunner World Series 2002.

## Résultats
| # | féminin            | Course                      | Longueur | Départ          | Temps           |
|   | Médaille de bronze | Dolomites SkyRace           | 22 km    | 1er août 1999   | 2 h 55 min 52 s |
|   | Médaille d'argent  | X-Marathon de la Val d'Aran | 42 km    | 7 juillet 2002  | 5 h 35 min 11 s |
|   | 5e                 | Skyrace Ville d'Aoste       | 30 km    | 21 juillet 2002 | 3 h 11 min 12 s |
|   | 19e                | Sierre-Zinal                |          | 11 août 2002    | 1 h 45 min 35 s |
|   | 4e                 | Pikes Peak Marathon         |          | 2004            | 5 h 08 min 18 s |